# Harry Forbes (Leichtathlet)
Harry Forbes (* 19. März 1913; † 1988) war ein britischer Geher, der dem Birmingham Walking Club angehörte.
Bei den Europameisterschaften 1946 in Oslo gewann er Silber im 50-km-Gehen mit der Zeit von 4 :48,59 h. Im selben Jahr gewann er den 21st London to Brighton Walk über knapp 30 Meilen. Ein weiterer Erfolg des Jahres war der britische Titel über 20 Meilen; 1947 konnte er ihn wiederholen und ihn mit einem weiteren über 50 Kilometer krönen.